# Biosfär
Biosfären kan ha olika men liknande betydelser. Begreppet kan syfta till massan av alla levande organismer inom litosfären, hydrosfären och atmosfären. Biosfären kan också syfta till summan av jordens alla ekosystem - det tunna skikt som finns kring jordklotet som hyser biologiskt liv.
Ozonskiktet, jordens hav och växter som producerar syre är några av de komponenter som ingår i biosfären. 

## Termens ursprung
Termen biosfär myntades 1875 av geologen Eduard Suess. Trots termens geologiska ursprung så omfattade den från början influenser från andra fält och vetenskapsmän som Darwin och Matthew Fontaine Maury. Biosfären är ett interdisciplinärt koncept som omfattar astronomi, geofysik, meteorologi, biogeografi, evolution, geologi, geokemi, hydrologi och, rent generellt, all forskning kring livet och jorden.

## Livets uppkomst och förutsättningar
Livet på jorden uppkom enligt aktuell forskning för 3,5 miljarder år sedan strax efter jordens nerkylning så att vatten fanns i flytande form. De äldsta omdiskuterade tecknen på liv är förstenade bakterier som hittades i australiska stenar. I 3,9 miljarder år gamla mineraler från grönländska borrtagningar hittade man differenser i proportioner av kolisotoper som tyder på biologisk ämnesomsättning. Kanske är livet ännu äldre.

### Energi blir till liv
Den värme som kommer från solen är nödvändig för att liv ska kunna existera på jorden. Men detta är inte det enda kravet. Först måste det till ett lämpligt tungt objekt som med sin gravitation kan hålla kvar en atmosfär med syre och som därmed kan hålla kvar den inkommande värmen från solen en längre tid, men dock inte för länge. Men inte heller detta räcker för att uppfylla livets krav på miljö. Detta objekt måste ha ett visst avstånd för att det ska fungera. Jorden har råkat hamna på ett perfekt avstånd från solen.
Skulle jorden byta plats med Venus skulle jorden utvecklas till en planet med väldigt hög växthuseffekt, med ständigt mulet väder, åskan skulle vara ett vardagsväder. Isarna kring polerna skulle smälta, och landområden som Skåne och andra låglänta områden i världen skulle hamna under vatten. Till slut skulle haven börja koka efter att växthuseffekten hela tiden får lufttemperaturen att stiga.
Skulle istället jorden byta plats med Mars hade faktiskt livet klarat sig ganska bra. Polernas is skulle växa till och kanske täcka nordkalotten så långt att de skulle kunna täcka i höjd med Sverige och lika mycket i söder. Antarktis is kanske skulle ta sig upp till Nya Zeeland. Öknarnas utbredning skulle bromsas - de kanske till och med skulle grönska.

## Biosfärens förändras
Med livet ändrade sig jordens utveckling och jordskorpans utseende tydligt. Syreandelen i atmosfären ökade och jordens albedo (reflexionsförmåga) ändrade sig. De senaste ändringarna sker huvudsakligen genom människans påverkan. Befolkningen ökar snabbt, idag huvudsakligen i utvecklingsländer.

## Konstgjorda biosfärer
Det amerikanska Biosphere 2, det ryska Bios-3 och det japanska Biosfär J är tre försök att skapa konstgjorda biosfärer.